# Bečva
Bečva är ett vattendrag i Tjeckien.   Det rinner genom regionerna Zlin och Olomouc i Mähren, den östra delen av landet. Det har två källflöden, den ena rinner upp i Javorníkbergen (Vsetínská Bečva), den andra vid berget Vysoká i Beskiderna (Rožnovská Bečva). Sammanflödet sker i staden Valašské Meziříčí. Floden Bečva mynnar ut i floden Morava nära Tovačov, en liten stad inte långt från Přerov.